# Antonia Iacobescu
Antonia Clara Iacobescu  (12 de abril de 1989, Bucareste, Roménia), conhecida profissionalmente como Antonia, é uma cantora romena. Antonia começou como modelo aos 10 anos, nos Estados Unidos da América aonde ela acabou o ensino secundário (high school). Aos 18 anos, ela conheceu Tom Boxer, que a lançou no mundo da música com o single "Roses on Fire" (tradução literal: Rosas em Fogo). Disse que a carreira de modelo deixou um gosto amargo devido a rivalidade entre as modelos. Antonia esteve casada com Vincenzo Castellano e têm uma filha com o nome de Maya.
Actualmente a Antónia está em uma relação com o cantor romeno Alex Velea, que têm em conjunto dois filhos, Dominic e Akim.

## Discografia
Singles
- 2009 – "Roses on Fire"
- 2010 – "Morena" (con Tom Boxer)
- 2011 – "Shake It Mamma" (con Tom Boxer)
- 2011 – "Marionette"
- 2011 – "Pleacă"
- 2012 – "I Got You"
- 2012 – "Jameia"
- 2013 – "Summertime Affaire"
- 2013 – "Hurricane" (feat. puya)